# Space e Time
"Space" e "Time" (mais tarde chamados simplesmente de "Time, Parte Um" e "Parte Dois") são dois mini-episódios da série de ficção científica britânica Doctor Who. Escritos pelo roteirista principal do programa, Steven Moffat, e dirigidos por Richard Senior, foram transmitidos em 18 de março de 2011 como parte do teleton Red Nose Day da BBC One para a instituição de caridade Comic Relief.
Os episódios formam uma história de duas partes, ambientada inteiramente na TARDIS, estrelando Matt Smith como o Doutor e Karen Gillan e Arthur Darvill como o casal Amy Pond e Rory Williams. Rory, ajudando o Doutor a trabalhar na TARDIS, olha para o chão de vidro ao redor do console e se distrai com a saia curta de Amy, deixando cair os acoplamentos térmicos que estava segurando. Isso faz com que os três fiquem presos em um "loop espacial" onde a nave se materializa dentro dela mesma.
"Space" e "Time" foram filmados em dois dias junto com os mini-episódios extras dos DVDs da sexta temporada "Bad Night" e "Good Night" presentes em Night and the Doctor. Eles pretendiam mostrar como seria a vida a bordo da TARDIS. Várias técnicas de edição e dublês foram usadas para as várias tomadas onde havia mais de um do mesmo personagem em tela. Os episódios receberam críticas mistas; algumas cenas foram consideradas engraçadas, mas outras piadas foram criticadas por depender de humor sexista. "Space" e "Time" também foram lançados mais tarde nos conjuntos de DVD e Blu-ray da sexta temporada.

## Enredo

### "Space"
Amy tenta chamar a atenção do Doutor enquanto ele conserta a TARDIS e descobre que seu marido Rory está ajudando-o a instalar acoplamentos térmicos sob o piso de vidro da nave. O casal então começa uma pequena discussão sobre Amy ter trapaceado quando ela fez seu teste de direção, quando a TARDIS de repente treme e as luzes se apagam. O Doutor pergunta a Rory se ele deixou cair um acoplamento térmico, o que ele admite e se desculpa pois estava olhando para a saia de Amy através do piso de vidro. O Doutor então observa que eles pousaram através de uma "materialização de emergência", de modo que a TARDIS pararia no espaço mais seguro disponível. As luzes se acendem, revelando que a nave se materializou dentro de si mesma. O Doutor diz que eles estão presos em um "loop espacial" e que nada pode entrar ou sair da TARDIS nunca mais. No entanto, outra Amy entra na máquina dizendo: "Okay, crianças, é aqui que fica complicado."

### "Time"
A outra Amy revela que é de alguns momentos no futuro e foi capaz de entrar na TARDIS externa porque "a concha externa da TARDIS foi levada para a frente no tempo". Essa Amy sabe o que dizer e fazer porque, da perspectiva dela, só está repetindo o que ela mesma ouviu dizer antes. O Doutor envia a Amy atual para a TARDIS interna a fim de manter a linha do tempo, antes do qual suas duas versões flertam uma com a outra. No entanto, não muito depois que a Amy atual vai embora, Rory e Amy do futuro entram pela porta da TARDIS externa explicando que o Doutor, da perspectiva deles, acabou de enviá-los pela TARDIS interna. O Doutor atual prontamente envia o casal do presente através da TARDIS interna e explica que ele irá configurar uma "implosão temporal controlada" para "reiniciar a TARDIS", mas para fazer isso ele deve saber qual alavanca usar no painel de controle. Momentos depois de falar, outro Doutor entra pela porta externa da TARDIS e diz para ele usar "a alavanca de oscilação temporal", que ele opera rapidamente, então entra na TARDIS interna para dizer a seu eu passado qual alavanca usar. A TARDIS interna se desmaterializa enquanto a TARDIS externa faz o mesmo, com o Doutor assegurando que eles agora estão de volta ao normal. Ele também aconselha Amy a colocar calças.

## Produção
Doctor Who já havia exibido dois especiais relacionados para a Comic Relief. O primeiro foi a paródia de 1999 The Curse of Fatal Death, que também foi escrita por Steven Moffat. A série spin-off The Sarah Jane Adventures produziu seu próprio mini-episódio "From Raxacoricofallapatorius with Love" para o apelo da organização em 2009. Ao contrário de The Curse of Fatal Death, "Space" e "Time" são considerados canônicos, o que foi afirmado por Moffat na Doctor Who Magazine. Ele disse que, ao contrário da paródia de 1999, os mini-episódios não são uma paródia ou um esboço, mas sim "uma pequena história em miniatura" no estilo dos mini-episódios do Children in Need. Ele descreveu isso como "Um momento de vida a bordo da TARDIS. Mas, obviamente, a vida na TARDIS instantaneamente coloca você em um perigo terrível e toda a causalidade é ameaçada. Como tenho certeza de que acontece todos os dias quando eles se levantam e tomam seu café..." O conceito de uma TARDIS dentro dela mesma já havia sido explorado em The Time Monster (1972) e Logopolis (1980), embora ambas as vezes fosse com a TARDIS do Mestre. Amy também repete uma de suas falas de "The Big Bang" no final de "Space".
O especial foi filmado em dois dias, juntamente com os mini-episódios "Bad Night" e "Good Night" de Night and the Doctor para os DVDs da sexta temporada. Foi filmado principalmente no primeiro dia, onde todas as cenas com a TARDIS dentro dela mesma foram gravadas. Vários truques foram usados para criar a ilusão de que havia mais do que um mesmo personagem em tela. Em cenas onde a câmera teve que se mover entre os personagens duplos, um "whip-pan" foi usado duas vezes, com o ator em um lugar diferente a cada vez. As duas tomadas foram então editadas juntas em uma única. Para cenas onde havia mais de um personagem na mesma tomada, como as duas Amys na frente da TARDIS, a câmera foi mantida bem parada e a cena foi filmada duas vezes, com o dublê do ator preenchendo o papel que eles não estavam interpretando. Os dublês também foram usados brevemente em cenas em que os personagens estavam de costas para a câmera, como quando o Doutor, Amy e Rory assistiam Amy e Rory do futuro entrarem na TARDIS.

## Transmissão, lançamento e recepção
"Space" e "Time" foram transmitidos durante o teleton Red Nose Day da Comic Relief em 18 de março de 2011 na BBC One. O programa foi assistido por 10,26 milhões de espectadores. A BBC postou a história em seu canal oficial no YouTube. Eles foram incluídos como bônus no conjunto de DVD e Blu-ray completo da sexta temporada, lançado em 21 de novembro de 2011 (Região 2) e 22 de novembro de 2011 (Região 1).
Em relação às críticas, Lucy Mangan do The Guardian respondeu positivamente, notando que "consegue alcançar brilhantemente os whovians em todos os espectros demográficos, no espaço de dois pequenos episódios". O crítico do The A.V. Club  Christopher Bahn opinou que as duas Amys foram "muito mais divertidas de assistir" do que as duas no episódio "The Girl Who Waited" da sexta temporada. Teresa Jusino do Tor.com, que tinha sido positiva em relação à personagem de Amy no passado, ficou desapontada que o final dos mini-episódios dependeu de "humor muito fácil, datado e sexista". Ela citou o fato de que Rory deixar cair o acoplamento foi atribuído à saia curta de Amy em vez do próprio Rory, o que implicava que ela tinha a "responsabilidade de se cobrir, porque 'homens são homens". Em Who is the Doctor, um guia para a série moderna, Robert Smith escreveu que o episódio foi "fofo, planejado com perfeição e termina precisamente quando deveria, antes de ter a chance de se tornar cansativo". Ele disse que os episódios usaram Amy bem, pois não a tornaram desagradável.  Por outro lado, seu coautor Graeme Burk disse que a história era "derivada e preguiçosa" e uma "oportunidade perdida". Ele comparou o enredo ao de "Future Echoes" de Red Dwarf, pensando que Moffat poderia ter escrito algo melhor e mais engraçado. Como Jusino, ele achou que o "humor masculino" estava "deslocado", negando um amplo apelo ao público e levando à última linha sexista: "Pond, vista umas calças!". Apesar disso, os dois autores gostaram da cena em que Amy flerta consigo mesma. Em março de 2022, Chamberlain revelou que o conceito de loop temporal em sua sequência da websérie de terror No Through Road de 2011-2012 foi inspirado em "Space" e "Time", sendo os episódios de Doctor Who que tinham acabado de sair enquanto ele e seus amigos estavam pensando em ideias para continuações.